# Eddie Colman
Eddie Colman (n. 1 noiembrie 1936 – d. 6 februarie 1958) a fost un jucător englez de fotbal, unul dintre cei opt fotbaliști ai lui Manchester United care și-au pierdut viața în Dezastrul aerian de la München. 
Colman s-a născut în Salford, Lancashire, și a făcut parte din echipa de tineret a lui Manchester United după terminarea școlii în 1952. A fost promovat la echipa de seniori în sezonul 1955-1956. De-a lungul următorilor doi ani și jumătate a apărut de 107 ori în tricoul lui Manchester, marcând două goluri. Al doilea gol a fost marcat chiar în prima manșă a meciului fatidic împotriva Stelei Roșii la Belgrad. Pe când juca la United era cunoscut ca Snakehips („Șolduri de șarpe”) pentru unduirea sa tipică.
La vârsta de 21 de ani și 3 luni, a fost cea mai tânără persoană care a decedat în urma dezastrului aerian. O clădire pentru studenți de la Universitatea din Salford a fost numită în onoarea sa; clădirea Eddie Colman este un bloc de apartamente localizat în apropiere de campusul principal. 